# Víctor Cabrera
Víctor Cabrera (Lules, 7 februari 1993) is een Argentijns voetballer die bij voorkeur als rechtsback speelt. In 2015 werd hij door CA River Plate verhuurd aan Montreal Impact uit de Major League Soccer.

## Clubcarrière
Cabrera speelde in de jeugd bij het Argentijnse River Plate. Zijn debuut voor het eerste team maakte hij op 24 februari 2014 tegen Colón. Hij speelde in het seizoen 2014/15 hoofdzakelijk in het reserve elftal waar hij dertien wedstrijden speelde en kampioen werd. Op 8 januari 2015 werd hij verhuurd aan Montreal Impact. Zijn debuut maakte hij op 24 februari 2015 in een CONCACAF Champions League wedstrijd tegen Pachuca.